# 武汉中山公园

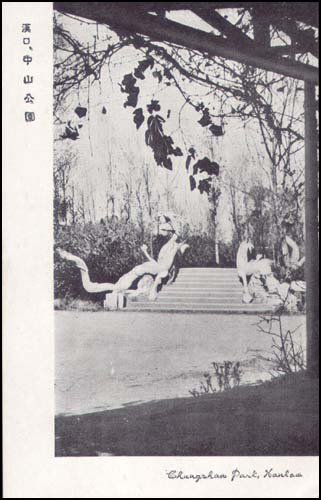
1940年代的中山公园

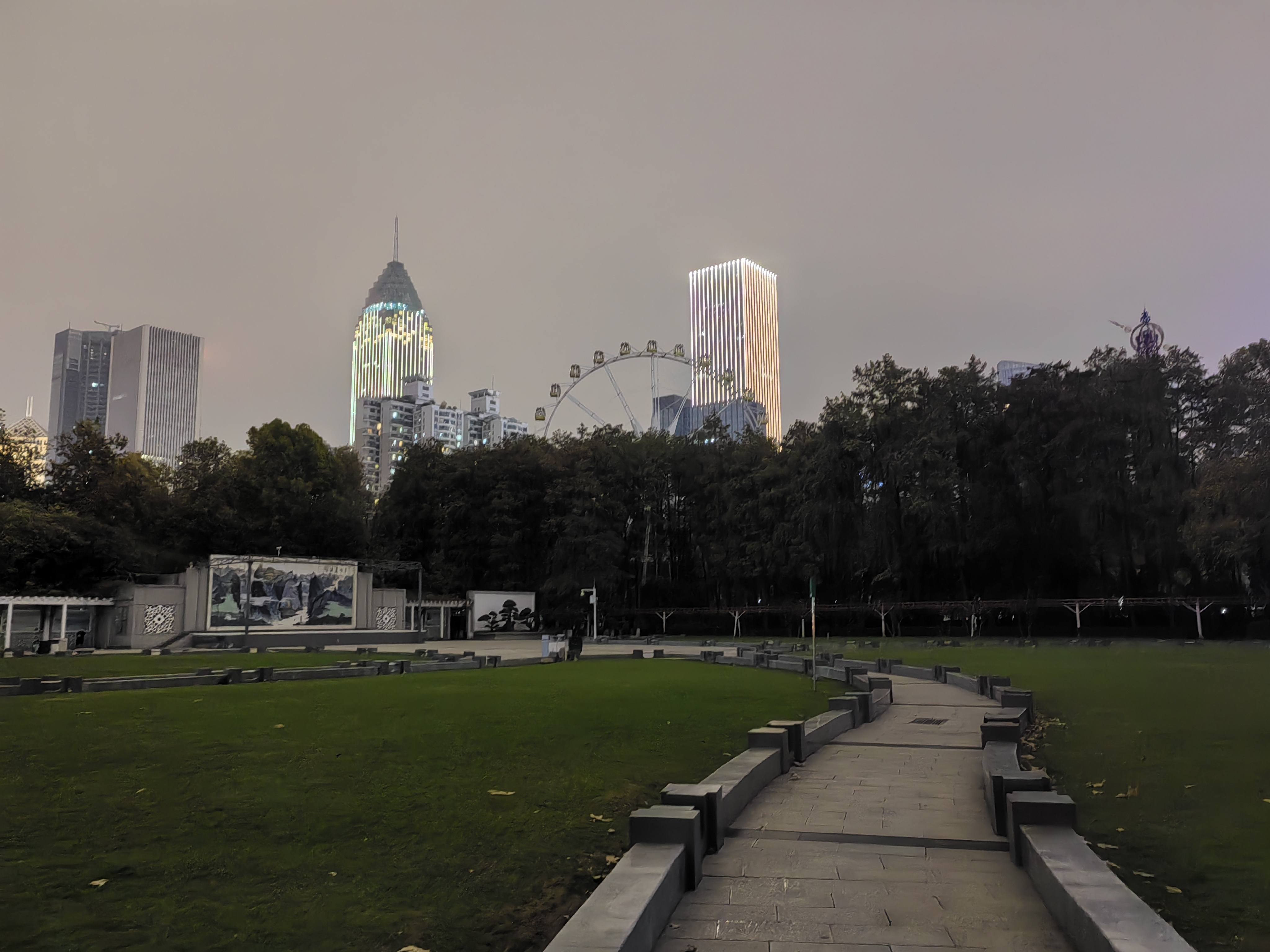
游乐场

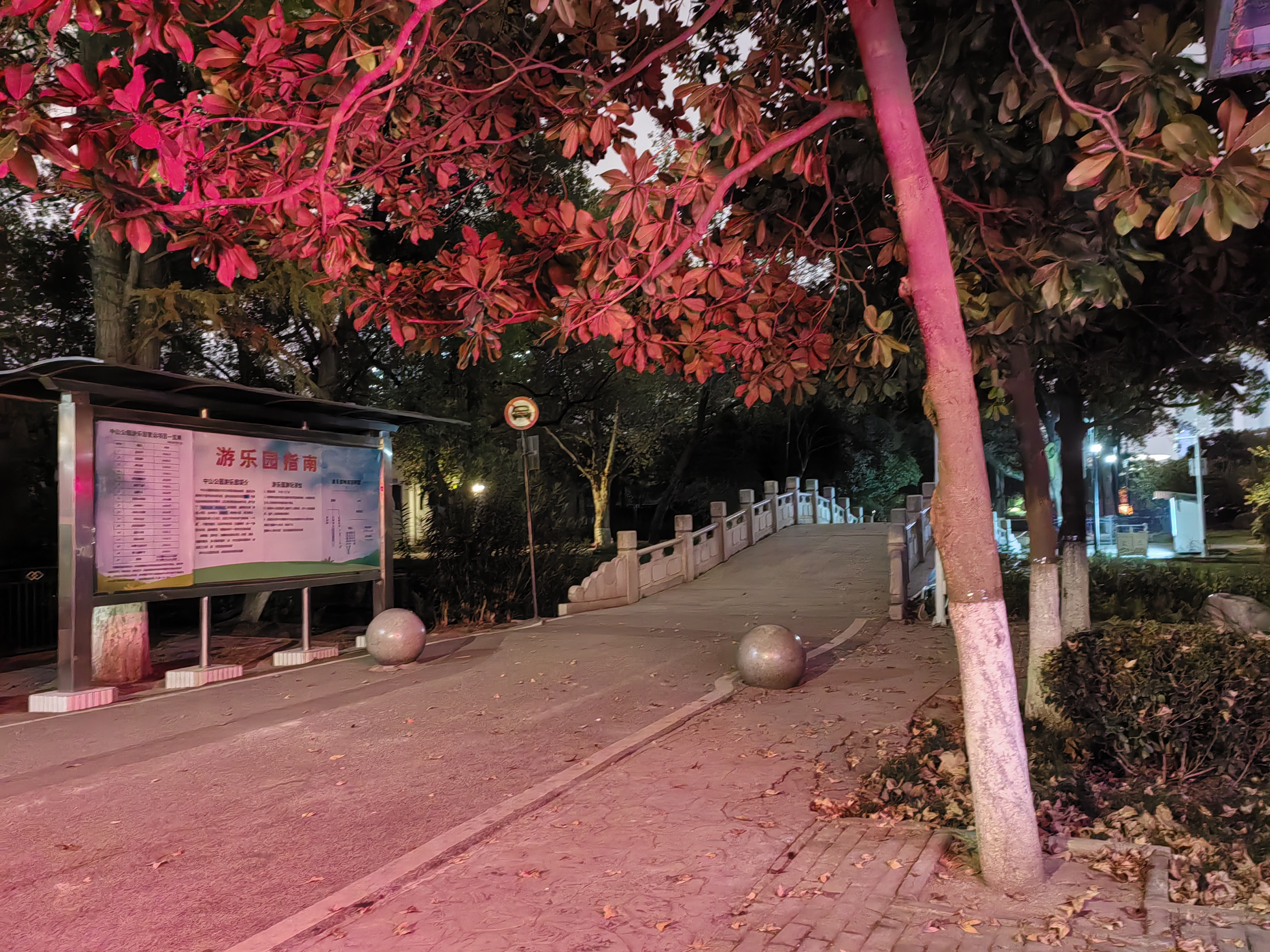
柳浪橋

武汉中山公园位于湖北省武汉市江汉区解放大道1265号，是全国百家历史名园之一，始建于二十世纪初。公园占地32.8万平方米，其中陆地26.8万平方米，水面6万平方米，绿化覆盖率达到93%。公园内有中山公园游乐场、武汉受降堂、武汉受降纪念碑、张公亭、日晷台遗址、四顾轩等建筑和设施。

## 历史

### 建设和发展
中山公园前身名曰“西园”，始建于1910年，为私人花园，占地三余亩。1914年西园扩建至20多亩。1927年，汉口市国民政府将西园收归国有并确定建为“汉口第一公园”。
1928年，原汉口市政府倡导建中山公园，李宗仁先生等认可，将汉口第一公园改名为中山公园，并于1928年10月12日扩建开工。1929年6月10日中山公园试开放，面积为170亩。1929年10月10日，中山公园正式揭幕对外开放，汉口各届人士及市民五万余人参加开幕大会。
1951年4月起，中山公园改、扩建工程动工，全市19万人参加义务劳动，历时2月，于1951年7月初步完成中山公园扩建工程，公园面积扩大至600亩左右。
1956年，在公园对面修建中苏友好宫时，亦将公园门楼改为检阅台。每逢武汉重大庆典活动在此检阅和集会。
1982年至1985年，公园对园路、园灯、亭台楼阁进行了大规模修复。
1985年公园动物园搬迁至汉阳，园内动物全部交武汉动物园。
1986年，公园在后区建设“武汉市儿童游乐中心”，第—期工程13项游乐设施建成并于同年10月1日正式开放，以后又陆续添置游乐设备至30多项，成为全省最大的儿童游乐场所。
1991年10月至1992年元月，公园在原动物园地址上建成西游记宫并于同年元月22日正式对外开放。
1997年12月，投资100余万元将公园后区草坪广场进行了改造，于1998年3月改造竣工。
1998年8月拆除撷翠园和温室，建成中山公园展览馆。
1998年元月公园贷款300万元，自筹500万元建设安装大型游艺机“过山车”并于同年9月26日建成开放。

### 历史事件和大型活动
1934年，张学良参加在中山公园体育场举行的汉口市第五届暨第一届中等学校联合运动会并发表演说。
1938年4月9日，郭沫若领导的三厅在中山公园举行万人抗日歌咏活动，郭沫若、田汉讲演后，由冼星海、张曙指挥，抗日歌声响彻云霄。
1945年9月18日，在公园受降堂（原张公祠），举行华中战区受降仪式。由第六战区司令长官孙蔚如代表中方接受日本冈部直三郎大将投降，受降日军21万，并立受降碑。
1950年5月1日，武汉市第一次运动会在中山公园举行。
1952年2月，中国人民志愿军归国代表团和朝鲜人民访华团在公园举行联欢。
1952年10月，举办中南区土地改革展览、参观人数达100万。
1956年11月，在公园举办全市首届菊花展览，展览菊花3万多盆。以后亦举办过多次全市各类型花卉盆景展览。
2023年2月15日，此公園為反對武漢市醫保改革抗議的聚集場所。

## 交通
公園南門緊鄰解放大道，除武漢地鐵2號綫中山公園站外亦有多綫公交途經。